# 최설화
최설화(1993년 10월 14일 ~ )는 대한민국의 피트니스 모델이다.

## 학력
- 경희대학교 무용학과 발레전공 (졸업)

## 출연작

### 예능
- 《스타킹》 (SBS)
- 《너의 목소리가 보여 3》 (Mnet)
- 《소사이어티 게임》 (TvN)
- 《THE 건강한 쇼 SHOW 'IN&OUT'》 (Sky Drama)
- 《SNL 코리아》 (TvN)
- 《인스타라이브 2》 (채널N)

### 드라마
- 《이번 주 아내가 바람을 핍니다》 (2016년, JTBC) - 헬스 트레이너 역 (특별출연)

## 수상
- 2016년 머슬마니아 미즈비키니부문 그랑프리
- 2016년 머슬마니아 피트니스 유니버스 위크엔드 미즈비키니 부문 미듐 1위
- 2016년 아시아 모델 어워즈 피트니스 신인모델상
- 2016년 머슬마니아 올해의 선수
- 2017년 대한민국 마케팅 대상 내일의 스타상
- 2017년 맥심 케이 모델 어워즈 올해의 대둔근상
- 2017년 맥스큐 머슬마니아 피트니스 코리아 챔피언십 스포츠모델 부문 그랑프리 1위

## 경력
- 2016년 12월 샤오미 로드FC 로드걸
- 2016년 12월 잡지 맥심코리아 모델
- 2017년 1월 ~ 2017년 12월 아시아뉴스타모델선발대회 페이스 오브 코리아 홍보대사